# Peter Nicholls (Lexikograf)

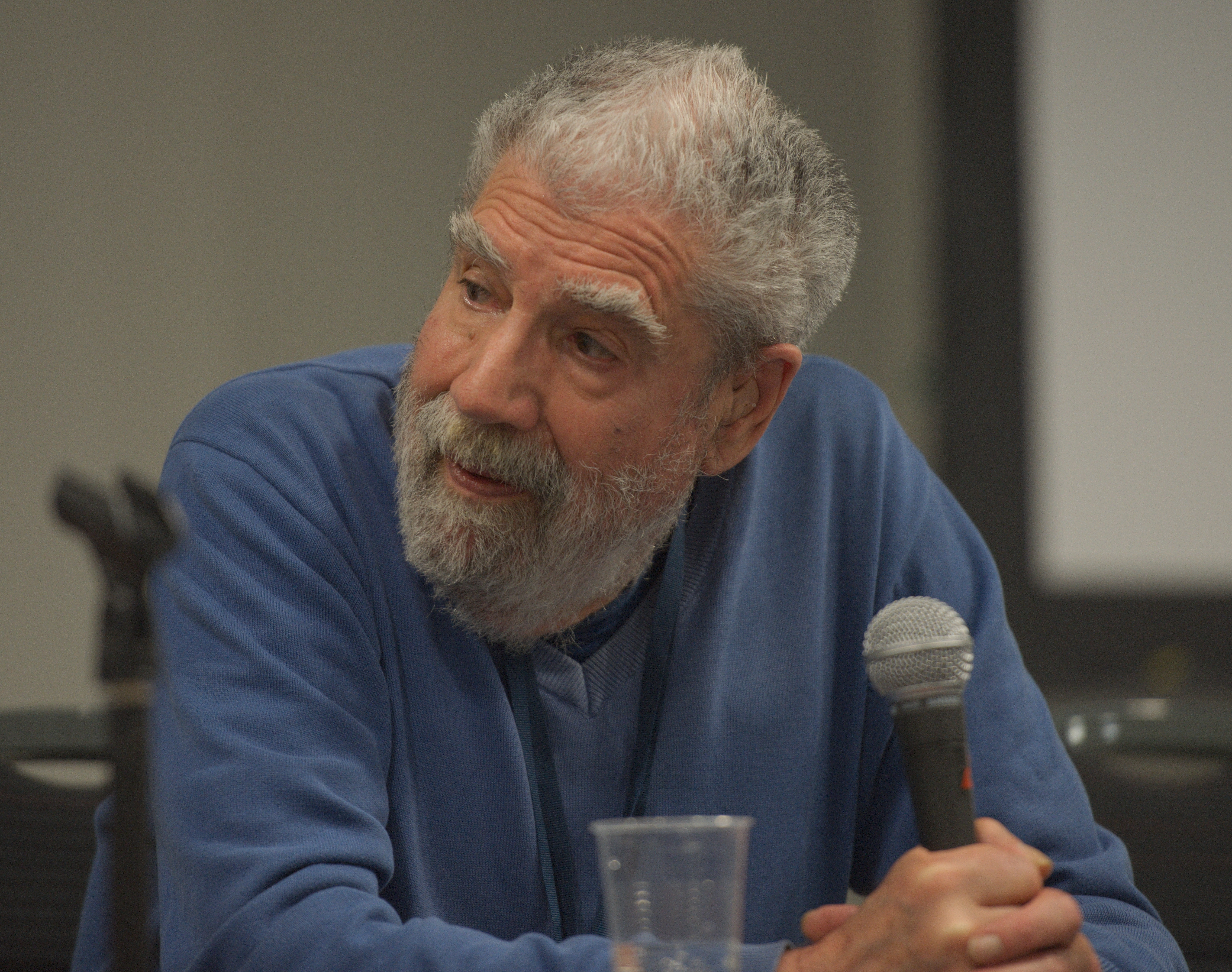
Peter Nicholls, 2014

Peter Douglas Nicholls (geboren am 8. März 1939 in Melbourne; gestorben am 6. März 2018 ebenda) war ein australischer Autor und Lexikograf im Bereich der Geschichte der Science-Fiction-Literatur.
Er war Begründer und zusammen mit John Clute Herausgeber der Encyclopedia of Science Fiction.

## Leben
Nicholls arbeitete ursprünglich als Dozent für englische Literatur an der University of Melbourne (1962–1964) und an der Sydney University (1965–1968). Von 1968 bis 1970 hielt er sich mit einer Harkness Fellowship in den USA auf, um sich dort als Filmemacher auszubilden. Den Kurs an der Boston University konnte er nicht beenden, konnte aber bei Robert Wise mitarbeiten, der gerade The Andromeda Strain drehte. 1970 ging Nicholls nach London, war dort von 1971 bis 1977 Administrator der britischen Science Fiction Foundation und gab von 1974 bis 1978 deren Zeitschrift Foundation: The Review of Science Fiction heraus. In den folgenden Jahren war er Herausgeber einer Reihe von Sammelwerken zum Thema Science-Fiction. 1984 erschien Fantastic Cinema: An Illustrated Survey, eine kritische Geschichte des Science-Fiction, Horror- und Fantasy-Films. 1988 kehrte er nach Melbourne zurück.
Sein bedeutendster Beitrag zur Geschichte der Science-Fiction ist die Encyclopedia of Science Fiction, die er konzipierte und deren erste Auflage er 1979 unter Mitarbeit von John Clute herausgab. Dieses Lexikon und seine beiden folgenden Auflagen wurden vielfach ausgezeichnet, bereits 1980 erhielt er dafür sowohl den Hugo als auch Locus Award, zwei der renommiertesten Preise im Bereich der phantastischen Literatur.
Im Jahr 2000 wurde eine Parkinson-Erkrankung bei ihm diagnostiziert, weshalb er in den folgenden Jahren seine Mitarbeit an der Enzyklopädie reduzieren musste. Er war verheiratet mit Clare Coney und hatte fünf Kinder. Die Schriftstellerin und Herausgeberin Sophie Cunningham ist seine Tochter.

## Zitate
“We cannot speak of there being a real idea of the future until we recognise that first we require tools for understanding that tomorrow might be different from yesterday. Science fiction provided such a tool, and arguably this was and is its most important function. Science fiction is a register of change.”

„Wir können nicht sagen, dass es einen echten Begriff von der Zukunft gibt, solange wir nicht erkennen, dass wir Werkzeuge brauchen, um zu erfassen, wie Morgen von Gestern sich unterscheiden mag. Die Science Fiction ist solch ein Werkzeug und es zu sein war und ist wohl ihr vornehmster Zweck. Die Science Fiction ist ein Journal des Wandels.“

## Auszeichnungen
- 1976: Checkpoint Fan Poll (best article, report or column) für The Great Seacon Freak-Out in Wrinkled Shrew 4[3][4]
- 1980: Pilgrim Award
- 1980: Hugo Award (nonfiction book) für The Encyclopedia of Science Fiction
- 1980: Locus Award (related nonfiction book) für The Encyclopedia of Science Fiction
- 1994: Hugo Award (nonfiction book, mit John Clute) für The Encyclopedia of Science Fiction
- 1994: Locus Award (nonfiction, mit John Clute) für The Encyclopedia of Science Fiction
- 1994: British Science Fiction Association Award (special award, mit John Clute) für The Encyclopedia of Science Fiction
- 1995: Ditmar Award (committee award)
- 1995: Eaton Award (lifetime achievement/best critical book, mit John Clute)
- 2006: Peter McNamara Achievement Award
- 2012: Hugo Award (related work, mit David Langford, John Clute und Graham Sleight) für The Encyclopedia of Science Fiction, Third Edition
- 2012: British Science Fiction Association Award (nonfiction, mit John Clute und David Langford) für The Encyclopedia of Science Fiction, Third Edition

## Werke
- The Science Fiction Foundation: A Report. Science Fiction Foundation, Dagenham, Essex 1976.
- mit John Clute: The Encyclopedia of Science Fiction. 1979 ff. (Details der Ausgaben siehe den Hauptartikel).
- mit David Langford und Brian Stableford: The Science in Science Fiction. Michael Joseph, London 1982, ISBN 0-7181-2187-2.
  - Deutsche Ausgabe: Science in Science Fiction: Sagt Science Fiction die Zukunft voraus? Aus dem Englischen von Lieselotte Mickel und Friedrich W. Gutbrod. Umschau, Frankfurt am Main 1983, ISBN 3-524-69047-5.
- Fantastic Cinema: An Illustrated Survey. Ebury Press, London 1984, ISBN 0-85223-365-5. Auch als: The World of Fantastic Films: An Illustrated Survey. Dodd, Mead, New York 1984, ISBN 0-396-08381-1.

Herausgeber
- Science Fiction at Large. A Collection of Essays, by Various Hands, about the Interface between Science Fiction and Reality Victor Gollancz, London 1976, ISBN 0-575-02178-0. Sammlung von überarbeiteten und erweiterten Fassungen der 1975 am Institute of Contemporary Arts gehaltenen Vorlesungen über SF. Weitere Ausgaben:
  - Science Fiction at Large:  Harper and Row, New York 1978, ISBN 0-06-013198-5.
  - Explorations of the Marvellous: The Science and the Fiction in Science Fiction. Fontana, London 1978, ISBN 0-00-635142-5.
- Foundation: The Review of Science Fiction, Numbers 1–8, March 1972 – March 1975. Gregg Press, Boston, Massachusetts 1978.
- Isaac Asimov: Living in the Future. New English Library, London 1985, ISBN 0-450-06071-3.